# Jan Cyž
Jan Cyž (Johann Ziesche) (Žuricy, 13 de gener de 1898 - mort a Bautzen, 21 de setembre de 1985) fou un periodista i advocat sòrab. Estudià dret a la Universitat de Praga i entre 1926 i 1932 fou el cap de la branca de Cottbus del Wend Volksbank. A causa del seu treball i les seves activitats en el moviment nacionals sòrab, va ser empresonat el 1933 pels nacional-socialistes, però fou alliberat poc temps després. En els anys 1934-1937 va ser l'editor del diari sòrab Serbske Nowiny i va assegurar-se de la direcció de l'editorial Domowina fins a la seva prohibició el 1937. En esclatar la Segona Guerra Mundial fou novament empresonat per la Gestapo fins que el febrer de 1945, després del bombardeig aliat a Dresden, va escapar.
Des de maig de 1945 va ser el primer sòrab president del districte de Bautzen. En aquesta funció va reclamar que Lusàcia fos un estat dins la nova Alemanya, i des de 1955 treballà com a editor del diari Nowa Doba.

## Obres
En els anys posteriors va estudiar la vida de Jan Arnošt Smoler i va compondre les seves reflexions a Die Kämpfe um die Befreiung der Lausitz (La lluita per l'alliberament de Lusàcia). També ha escrit tres llibres de memòries:
- Hdyž so młody na puć podaš (Embarqui's en el camí si vostè és jove, 1983)
- W tlamje jećibjela (A la gorja del dimoni, 1984)
- Ćernje na puću do swobodny (Espines en el camí a la llibertat, 1979, 1985)